# Grünhut (Sohland an der Spree)
Grünhut ist ein Gemeindeteil des Ortsteils Taubenheim/Spree der Gemeinde Sohland an der Spree im sächsischen Landkreis Bautzen.

## Geographie

### Lage
Grünhut befindet sich linksseitig über dem Tal der Spree am Nordhang des Taubenberges (458 m ü. NHN). Am nördlichen Ausgang der Siedlung verläuft die Bahnstrecke Oberoderwitz–Wilthen. Im Norden erhebt sich der Wachtberg (368 m), südwestlich der Hornsberg (402 m) und nordwestlich der Schafberg (353 m).

### Nachbarorte
| Hinterecke, Neusorge            | Hinterecke                                  | Taubenheim/Spree |
| Hinterecke, Karlsruhe           | Kompassrose, die auf Nachbargemeinden zeigt | Neutaubenheim    |
| Äußerstniedersohland, Rosenhain | Königshain, Försterei †                     | Neutaubenheim    |

### Straßen
Der Ortsteil besteht aus den Straßen Am Grünhut und Am Zimmerbeil.

## Geschichte
Zum Ende des 18. Jahrhunderts entstand an dem aus der Hinterecke auf den Taubenberg führenden Holzweg eine kleine Streusiedlung.
Nachdem ab 1850 am Nordhang des Taubenberges erste Steinbrüche angelegt worden waren, erfuhr der mit Kummerberg bezeichnete Wohnplatz eine Erweiterung nach Süden. Später bekam die Steinbrechersiedlung den Namen Grünhut. 1872 wurde die Bahnstrecke Oberoderwitz–Wilthen angelegt, die Grünhut im Norden durchschnitt. Zum Ende des 19. und Anfang des 20. Jahrhunderts erfolgte südlich und westlich von Grünhut ein reger Steinbruchbetrieb, der sich später nach Südosten auf das Zimmerbeil verlagerte. Nach der Wende wurde der obere Zimmerbeilbruch als letzter Steinbruch bei Grünhut stillgelegt.
Grünhut gehörte immer zur Gemeinde Taubenheim und wurde 1994 mit dieser nach Sohland eingemeindet. Das Verwaltungs- und Wirtschaftsgebäude des letzten Steinbruches wurde ab 1997 zur Bergbaude „Am Zimmerbeil“ umgebaut.

### Verwaltungszugehörigkeit
- 1800: Bautzener Kreis, 1843: Landgerichtsbezirk Bautzen, 1856: Gerichtsamt Neusalza, 1875: Amtshauptmannschaft Löbau, 1952: Kreis Bautzen, 1994: Landkreis Bautzen, 1. August 2008: Landkreis Bautzen.

## Ortsbild
Grünhut besteht überwiegend aus beiderseits der Dorfstraße paarweise anlegten Steinbrecherhäuschen. Im nördlichen Teil sind vor dem Bahnübergang ein Dreiseithof und einige Häuslerstellen erhalten, die den ältesten Teil der Ansiedlung bilden. Südöstlich liegt inmitten des Waldes um einen Steinbruchsee die Häusergruppe Zimmerbeil mit der Bergbaude „Am Zimmerbeil“. Auf dem Gelände des unteren Zimmerbeilbruches wurde ein Parkplatz eingerichtet.
Im Wald südlich von Grünhut befindet sich die Märchenwiese,⊙ über diese führt der grün markierte Wanderweg von Sohland über Grünhut nach dem Taubenberg.